# Uherskobrodsko, sdružení měst a obcí
Uherskobrodsko, sdružení měst a obcí je dobrovolný svazek obcí v okresu Uherské Hradiště, jeho sídlem je Nivnice a jeho cílem je regionální rozvoj a územní plánování. Sdružuje celkem 19 obcí a byl založen v roce 2000.

## Obce sdružené v mikroregionu
- Bánov
- Březová
- Bystřice pod Lopeníkem
- Dolní Němčí
- Horní Němčí
- Hradčovice
- Komňa
- Korytná
- Lopeník
- Nivnice
- Pašovice
- Pitín
- Prakšice
- Strání
- Suchá Loz
- Šumice
- Uherský Brod
- Vlčnov
- Záhorovice